# Brujadelphis
Brujadelphis — вимерлий рід дельфіновидих ссавців надродини Inioidea з епохи пізнього міоцену (серравалліан) сучасного Перу. Типовий вид — Brujadelphis ankylorostris, вилучений із формації Піско.